# Гражданство СССР
Гражданство СССР — политико-правовая связь человека с государством СССР, включающая в себя ряд прав и обязанностей, определяемых законодательством СССР. Как правило, гражданство приобреталось по рождению или в результате приёма в советское гражданство. Каждый гражданин СССР по достижении шестнадцатилетия получал паспорт гражданина СССР. Единое союзное гражданство впервые было установлено в статье 21 Договора об образовании СССР и далее без каких-либо изменений перешло в
Конституцию СССР 1924 года и в последующие редакции Конституции СССР — 1936 года и 1977 года. 
Одновременно, страны-участницы союза де-юре сохраняли суверенитет и предоставляли своему населению гражданство, например гражданство БССР, гражданство УССР и пр.

## Гражданство СССР в законодательстве

### Закон «О гражданстве СССР»
Последняя редакция Закона о гражданстве СССР принята 23 мая 1990 года
```
Гражданство СССР определяет постоянную политико-правовую связь лица и Советского государства, находящую выражение в их взаимных правах и обязанностях.
```

```
В СССР каждый человек имеет право на гражданство. Никто не может быть произвольно лишён гражданства или права изменить гражданство.
```

```
Советское государство в лице своих органов и должностных лиц ответственно перед гражданами СССР, а гражданин СССР ответствен перед государством.
```

А вот как понятие гражданства было описано ранее, в Конституции СССР 1977 года:

Глава 6. ГРАЖДАНСТВО СССР. РАВНОПРАВИЕ ГРАЖДАН
Статья 33. В СССР установлено единое союзное гражданство. Каждый гражданин союзной республики является гражданином СССР.
Основания и порядок приобретения и утраты советского гражданства определяются Законом о гражданстве СССР. Граждане СССР за границей пользуются защитой и покровительством Советского государства.
Статья 34. Граждане СССР равны перед Законом независимо от происхождения, социального и имущественного положения, расовой и национальной принадлежности, пола, образования, языка, отношения к религии, рода и характера занятий, места жительства и других обстоятельств.
Равноправие граждан СССР обеспечивается во всех областях экономической, политической, социальной и культурной жизни.

## Утрата гражданства СССР
Согласно Закону СССР «О гражданстве СССР» 1978 года проживание гражданина СССР за границей само по себе не влекло утраты гражданства СССР (ст. 5). Основаниями утраты гражданства СССР были:
1. выход из гражданства СССР;
2. лишения гражданства СССР;
3. основания, предусмотренные международными договорами СССР;
4. иные основания, предусмотренные законом «О гражданстве СССР».

Утрата гражданства СССР влекла за собой утрату гражданства союзной республики (ст. 16 Закона).
Выход из гражданства СССР разрешался Президиумом Верховного Совета СССР. В нём могло быть отказано, если лицо, ходатайствующее о выходе, имело не исполненные обязательства перед государством или имущественные обязанности, с которыми связаны существенные интересы граждан или государственных, кооперативных и других общественных организаций. Выход из гражданства СССР не допускается, если лицо, ходатайствующее о выходе, было привлечено в качестве обвиняемого либо в отношении его имелся вступивший в законную силу приговор суда, подлежащий исполнению, или если выход лица из гражданства СССР противоречил интересам государственной безопасности СССР (ст. 17 Закона).
Лишение гражданства СССР могло иметь место в исключительном случае по решению Президиума Верховного Совета СССР, если лицо: 

совершило действия, порочащие высокое звание гражданина СССР и наносящие ущерб престижу или государственной безопасности СССР.— ст. 18 Закона «О гражданстве СССР»
При этом лишение лица гражданства СССР не влекло изменения гражданства его супруга и детей.
Лицо, утратившее гражданство СССР, могло быть по его ходатайству восстановлено в гражданстве СССР решением Президиума Верховного Совета СССР.
Ранее, по Закону СССР «О гражданстве СССР» от 1938 года лишение гражданства СССР могло происходить также по приговору суда — в случаях, предусмотренных законом (ст. 7). Возможность лишения гражданства судебным приговором была отменена в 1961 году в связи с обновлением советского уголовного и процессуального законодательства.

### Частичный список лишённых гражданства СССР
- Троцкий, Лев Давидович (деятель международного коммунистического движения). Был лишён гражданства СССР в 1932 году.
- Владимир Ипатьев (химик, академик АН СССР). Был лишён гражданства СССР в 1937 году.
- Алексей Чичибабин (химик, академик АН СССР). Был лишён гражданства СССР в 1937 году.
- Юрий Ломоносов (инженер, профессор, занимал руководящие должности во Временном правительстве и позже — в СНК, технический руководитель ряда проектов, известных, как «паровозная афера», «проект Алгемба». Лишён гражданства в 1945 году.
- Жорес Медведев (учёный, писатель). Лишён гражданства в 1973 году.
- Эдуард Лимонов (писатель). Лишён гражданства в 1974 году.
- Владимир Максимов (писатель). Лишён гражданства в 1975 году.
- Томас Венцлова (поэт, переводчик). Лишён гражданства в 1977 году.
- Александр Зиновьев (писатель, философ). Лишён гражданства в 1978 году.
- Пётр Григоренко (генерал-майор ВС СССР). Лишён гражданства в 1978 году.
- Эдуард Кузнецов (правозащитник, «отказник»). Лишён гражданства в 1979 году, после чего выслан в США в составе группы из пятерых политзаключённых в обмен на двух советских разведчиков.
- Александр Гинзбург (журналист, правозащитник). Лишён гражданства в 1979 году, после чего выслан в США в составе группы из пятерых политзаключённых в обмен на двух советских разведчиков.
- Валентин Мороз (преподаватель, историк). Лишён гражданства в 1979 году, после чего выслан в США в составе группы из пятерых политзаключённых в обмен на двух советских разведчиков.
- Марк Дымшиц (инженер, лётчик, «отказник»). Лишён гражданства в 1979 году, после чего выслан в США в составе группы из пятерых политзаключённых в обмен на двух советских разведчиков.
- Виктор Некрасов (писатель). Лишён гражданства в 1979 году.
- Михаил Геллер (историк, писатель). Лишён гражданства в 1983 году.
- Юрий Любимов (актёр, режиссёр). Лишён гражданства в 1984 году. Восстановлен в гражданстве в 1989 году.
- Надежда Светличная (журналист, правозащитница). Лишена гражданства в 1986 году.
- Натан Щаранский (правозащитник). Лишён гражданства в 1986 году.
- Паруйр Айрикян (политический деятель). Лишён гражданства в 1988 году.
- Игорь Шелковский (художник). Лишён гражданства в 1985 году.
- Вальдо Рандпере[эст.] (музыкант, эстонский политик). Лишён гражданства в 1987 году.
- Игорь Геращенко (писатель, правозащитник). Вместе со своей женой Ириной Ратушинской лишён гражданства в 1987 году.
- Супруги Галина Вишневская (певица) и Мстислав Ростропович (виолончелист, дирижёр). Лишены гражданства в 1978 году.
- Ефим Эткинд (учёный, литературовед). Лишён гражданства в 1974 году

Лицам, упомянутым ниже, советское гражданство было возвращено указом Михаила Горбачёва от 15 августа 1990 года:
- Валерий Тарсис (писатель). Был лишён гражданства в 1966 г.
- Александр Солженицын (писатель). Был лишён гражданства в феврале 1974 года Указом Президиума Верховного Совета СССР.
- Наталия Солженицына. Жена А. И. Солженицына. Лишена гражданства в 1976 году. Восстановлена в гражданстве в 1990 году.
- Владимир Войнович (писатель). Лишён гражданства в 1981 году.
- Георгий Владимов (писатель). Лишён гражданства в 1983 году.
- Оскар Рабин (художник). Лишён гражданства в 1978 году.
- Василий Аксёнов (писатель). Лишён гражданства в 1980 году.
- Супруги Лев Копелев (литературовед, германист) и Раиса Орлова (писательница). Лишены гражданства в 1981 году.
- Виктор Корчной (шахматист). Лишён гражданства в 1978 году.
- Георгий Винс (христианский служитель). Лишён гражданства в 1979 году, после чего выслан в США в составе группы из пятерых политзаключённых в обмен на двух советских разведчиков. Восстановлен в гражданстве в 1990 году.
- Анатолий Корягин (врач-психиатр). Лишён гражданства в 1987 году.
- Валерий Чалидзе (учёный, правозащитник). Лишён гражданства в 1973 году.
- Юрий Орлов (учёный, правозащитник). Лишён гражданства в 1986 году.
- Михаил Восленский (историк, социолог). Лишён гражданства в 1976 году.
- Ирина Ратушинская (поэтесса). Лишена гражданства в 1987 году.
- Игорь Глаголев (журналист, редактор ТАСС). Лишён гражданства в 1979 году.
- Николай Руденко (писатель, правозащитник). Лишён гражданства в 1988 году. Восстановлен в гражданстве в 1990 году.